# Bataille de Compiègne (715)
Ne doit pas être confondu avec Bataille de Compiègne.
Guerre civile des Francs
Batailles
La bataille de Compiègne est un affrontement ayant eu lieu le 26 septembre 715. Cette bataille inaugure la guerre civile des Francs, conflit qui durera de 715 à 719.. 

## Histoire
Pépin de Herstal, maire du palais et duc des Francs, avait nommé son petit-fils Théodebald comme futur maire du palais, et, à la mort de Pépin en 714, le roi Dagobert III appela Théodebald pour lui succéder. Néanmoins, lorsque Dagobert III mourut en 715, Raganfred prit le titre de maire du palais de Neustrie et plaça sur le trône Chilpéric II. 
Alors, à partir de la ville de Cologne, Plectrude, épouse de Pépin et régente de son petit-fils Théodebald, envoie l'armée d'Austrasie soumettre Raganfred et Chilpéric.  L'armée neustrienne monte à sa rencontre et l'affronte le 26 septembre 715 dans la forêt de Cuise située entre Saint-Jean-de-Cuise et Cuise-la-Motte, en Neustrie. 
Les Neustriens vainquent l'armée du jeune Théodebald qui fuit chez sa grand-mère Plectrude à Cologne. Le roi Chilpéric renouvelle Raganfred comme maire du palais, dont le pouvoir est affirmé par le peuple de Neustrie. 
Charles Martel, fils de Pépin de Hestral, avait été emprisonné à Cologne par Plectrude. Mais Charles réussit à s'évader de la prison et les magnats d'Austrasie l’élurent maire du palais. Plectrude restant à Cologne avec quelques partisans Austrasiens, la guerre devient désormais un conflit entre trois partis. L'armée neustrienne de Chilpéric et Raganfred, profitant alors du conflit civil entre Plectrude et Charles, monte prendre Cologne et soumettre les deux camps d'Austrasie.

## Sources
- Theudoald Fränkischer Hausmeier.